# Renata Zisman

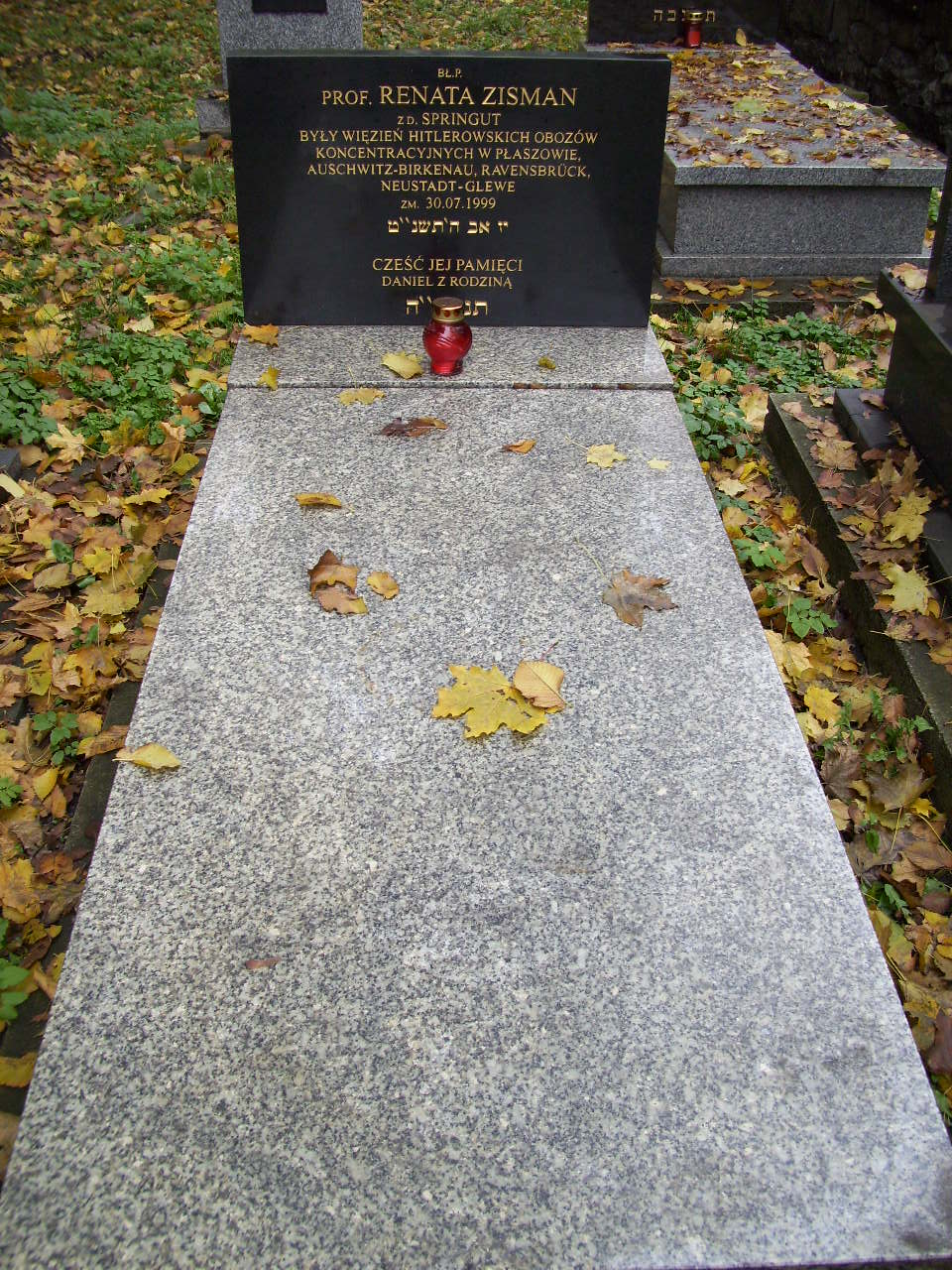
Grób Renaty Zisman na nowym cmentarzu żydowskim w Krakowie

Renata Zisman, z domu Springut (ur. 18 kwietnia 1921 w Zabłociu, zm. 30 lipca 1999 w Krakowie) – polska pianistka i pedagog żydowskiego pochodzenia.

## Życiorys
Urodziła się w Zabłociu (obecnie dzielnica Żywca) w rodzinie żydowskiej, jako córka Artura Springuta i Berty z domu Herschlowitz (oboje zostali zamordowani 28 października 1942 w Bełżcu). Podczas II wojny światowej była więźniem krakowskiego getta i następnie kolejno niemieckich obozów koncentracyjnych: Plaszow, Auschwitz-Birkenau, Ravensbrück i Neustadt-Glewe, gdzie doczekała wyzwolenia wraz z siostrą Elżbietą.
Była współzałożycielką, nauczycielką w klasie fortepianu i dyrygentury oraz dyrektorem Szkoły Muzycznej I stopnia w Żywcu. Od 1959 przez wiele lat pracowała jako nauczycielka gry na fortepianie w Państwowej Średniej Szkole Muzycznej w Krakowie (Państwowej Szkole Muzycznej II stopnia im. Władysława Żeleńskiego); przeszła na emeryturę w 1995. Sama ukończyła krakowską szkołę w 1960 w trybie eksternistycznym, a następnie studia w Państwowej Wyższej Szkole Muzycznej we Wrocławiu w klasie fortepianu; była uczennicą Henryka Sztompki i Jana Hoffmana. W latach 1962–1989 pozostawała konsultantką Okręgowego Zespołu Metodyczno-Programowego i wykonywała utwory fortepianowe na seminariach i sympozjach. Jako członkini Stowarzyszenia Polskich Artystów Muzyków organizowała społeczne koncerty, na których grała sama lub występowali jej uczniowie. 
Była odznaczona Złotym Krzyżem Zasługi (1975), Krzyżem Kawalerskim Orderu Odrodzenia Polski (1984), Krzyżem Oświęcimskim (1986), złotą odznaką „Za Pracę Społeczną dla Miasta Krakowa” (1987).
Jest pochowana na nowym cmentarzu żydowskim przy ulicy Miodowej w Krakowie. Jej mężem był Jerzy Zisman (1903–1975), a po jego śmierci wieloletnim partnerem Daniel Bertram (1920–2009).